# 不正通行
不正通行（ふせいつうこう）とは、通行（wikt:通行）できない場所を不正に通行すること。ここでは、有料道路の通行料金の全部または一部の支払いを免れる形で通行する行為について説明する。

## 類型
有料道路の不正通行には料金所で、一時停止のための開閉バーが閉じているにもかかわらず故意に開閉バーを押し破って通行する行為や、通行区間を偽り本来の通行料金を免れて通行する行為などがある。
代表的な不正通行は途中の上下線共用型のサービスエリアなどで通行券を交換し、交換した通行券の入口に近いインターチェンジで出るというものであるが、珍しい例としてフリーウェイクラブによる「無料通行宣言書」というものがある。同団体は首都高速道路公団（現・首都高速道路株式会社）の通行料金値上げに抗議して値上げ分不払いを宣言したことが始まりで、後に日本全国の高速道路無料通行宣言に発展した。鉄道の改札口強行突破に近いが、料金所係員の目前で堂々と「無料通行宣言書」を渡して通り抜けるという手段は他に類を見ない。また、現在ではETC専用レーンを強引に突破するケースもある。両方のケースとも警察当局は最初「民事不介入」を理由に取り締まりに消極的だったが、現在は道路整備特別措置法に基づき取締りを強化し、摘発・逮捕されている。
他に、特大車と思われる街宣車が料金所を通過する際に、脅迫的な口調で係員を脅して軽自動車料金で通行する例があった。

### カルガモ走行
料金所のレーンで前車の直後について1台の車と誤認させて通り抜け、高速道路料金の支払いを免れる行為である（共連れ）。特にETCレーンや自動精算機のレーンで行われやすい。

### 周回走行（ループ走行）
環状的に大回り走行し、最後は入場したインターチェンジの近くで一般道に出て、通行料金を安くする方法もあった。通行料金は安くなるものの燃料費がかさむため、一般的には意味がない方法と考えられていたが、沿道の風景を楽しみたい場合や、単にドライブを楽しみたい場合、新しく開通した区間を体験したい場合などに実行するドライバーがいた。
現在日本では、経路ごとの料金の合計が請求される。尚、日本の首都高では違法ではない。

## 対策

### 日本
日本では不正通行総合対策として監視カメラや遮断バーの設置、警察との連携などが行われている。

### EU
ドイツの有料道路では本線上に不正通行車両取締ガントリーが設置されており、IRビーコン、カメラ、照明、車両検知器などが設置されている。
オーストリア、チェコ、ポルトガルではガントリーにANPR（自動ナンバープレート認識）が設置されており不正通行車両のチェックに用いられている。